# Christian Klingberg
Christian Klingberg (født 16. december 1765 i København, død 9. februar 1821 sammesteds) var en dansk højesteretsadvokat.
Han var en søn af generallottoinspektør Jacob Klingberg (1719-1782) og Karen f. Lund (1733-1806), blev student fra Frederiksborg lærde Skole 1783, juridisk kandidat 1787, hof- og stadsretsprokurator 1791 og højesteretsadvokat 1792. Fra 1812-19 var han tillige justitsdirektør ved Asiatisk Kompagni, og 1813 fik han denomination til ved indtrædende vakance at tage sæde som assessor i Højesteret. I 1818 var han i en kort periode direktør for Nationalbanken. 1805 blev han udnævnt til justitsråd, og han døde 9. februar 1821 i København. Han var en udmærket retslærd og en i høj grad uegennyttig sagfører. Særlig kendt blev han ved sine skarpsindige defensioner i forskellige pressefrihedssager fra slutningen af det 18. århundrede, der blev offentliggjort, dels særskilt, dels i datidens tidsskrifter. I Klingbergs hus blev forliget indgået mellem P.A. Heiberg og M.C. Bruun i anledning af "Dyvekefejden". Klingberg udgav desuden et flyveskrift Quid juris (nr. 1-2, 1794) mod teaterchef, greve Ferdinand Ahlefeldt.
Han var gift med sit søskendebarn Louise Elisabeth Klingberg (20. februar 1772 i København – 13. februar 1855), datter af depechesekretær, kancelliråd, senere etatsråd Lauritz Klingberg (1728-1795) og Catharina Elisabeth Schumacher (1745-1792) og søster til lægen Henrich Matthias Vilhelm Klingberg.
Han er begravet i Valsølille Kirke.